# Clytellus benguetanus
Clytellus benguetanus es una especie de escarabajo longicornio del género Clytellus, tribu Clytellini, orden Coleoptera. Fue descrita científicamente por Schultze en 1920.

## Descripción
Mide 5,35-5,8 milímetros de longitud.

## Distribución
Se distribuye por Filipinas.